# Крживицкий, Людвик
Людвик Крживицкий также Кшивицкий (пол. Ludwik Krzywicki, 21 августа 1859 — 10 июня 1941) — польский антрополог, социолог, экономист, один из первых пропагандистов марксизма в Польше.

## Биография
В 1878-1884 изучал медицину и математику в Варшавском университете, принимал участие в деятельности социалистических студенческих кружков в Варшаве.
В 1882-1884 был главным переводчиком  1-го тома «Капитала» Маркса на польский язык, затем его издателем (вып. 1–3, 1884–1890). Перевод «Капитала» был сделан коллективом из пяти человек, двое из которых (Шимон Дикштейн и Станислав Крусиньский) не дожили до выхода книги в свет. Крживицкий и Крусиньский положили начало марксистской публицистике на страницах легальной варшавской прессы («Przegląd tygodniowy», «Prawda», «Głos»).
Несколько лет жил за границей, главным образом во Франции и США. В 1884–1888 состоял в первой польской социалистической марксистской партии «Пролетариат», во Франции в 1884-1885 был редактором её изданий «Przedswit» и «Walka Klas». В 1889–1892 участник социал-демократического Союза польских рабочих и редактор первого легального рабочего периодического издания в Варшаве «Tygodnik Powszechny» (1891).
По возвращении на родину (середина 90-х годов) работал в Главном статистическом управлении и занимался научно-публицистической деятельностью, читал лекции в нелегальном польском университете в Варшаве.
В 1908–1917 был близок к ППС-левице, сотрудничал в её легальной прессе («Myśl Socjalistyczna», «Wiedza»), защищал теоретические позиции марксизма и боролся против бернштейнианства.
После Октябрьской революции 1917 и получения Польшей независимости отдалился от революционного движения. Был профессором Варшавского университета (1921–1936) и др. вузов Варшавы, основателем и многолетним руководителем Научно-исследовательского института общественного хозяйства (1921–1939).

Творчество Кшивицкого было одной из первых удачных попыток использования марксизма для решения проблем, которыми жила тогдашняя социология, и вместе с тем использования данных, собранных за пределами марксизма для его обогащения и модернизации. Коротко говоря, Кшивицкий доказал на практике возможность существования марксистской социологии. К сожалению, большинство марксистов удовлетворялось повторением и комментированием общих утверждений Маркса.— Ежи Шацкий

## Сочинения
- Крживицкий, Л. Антропология. / Пер. с пол. С. Д. Романовского-Романько; Под ред. Р. И. Сементковского. — Санкт-Петербург : Ф. Павленков, 1896. — [4], IV, 349, III с. : ил. — (Популярно-научная библиотека, изд. Ф. Павленковым)
- Крживицкий, Л. Физическая антропология. / Пер. с пол. (при содействии автора) С. Д. Романько-Романовского. - Санкт-Петербург : О. Н. Попова, 1900. - [2], 166, [2] с., 70 ил.
- Крживицкий, Людвик Прошедшее и настоящее. — Санкт-Петербург : тип. т-ва "Обществ. польза", ценз. 1902. — 32 с. — (Современная библиотека)
- Крживицкий, Людвик Генезис идей. — Санкт-Петербург : тип. т-ва "Обществ. польза", 1902. — 43 с. — (Современная библиотека)
- Крживицкий, Людвик Психические расы : Опыт психологии народов. / Пер. с пол. Р. В. Крживицкой; Под ред. авт. — Санкт-Петербург : XX век, 1902. — 223, [4] с., 16 ил.
- Крживицкий, Людвик Аграрный вопрос. / Пер. [с пол.] Р. В. Крживицкой; Под ред., с предисл. и доп. авт. к рус. изд. — Санкт-Петербург : Луч, 1906. — 251 с.
- Крживицкий, Л. Хозяйственный и общественный строй первобытных народов. / В сокращенном излож. В. П. Друнина. — Москва : Гос. изд-во ; Ленинград : Гос. изд-во, 1925. — 228 с.
- Крживицкий, Л. Развитие общественности в среде животных и человека. — Москва : Новая Москва, 1925. — 101, [1] с., II л. табл.
- Крживицкий, Людвик Антропология и психические расы / Перевод с польск. Предисловие В. Б. Авдеева — М.: Белые альвы, 2015. — 384 с. : ил. — (Библиотека расовой мысли) — ISBN 978-5-91464-001-6, ISBN 978-5-91464-121-1